# Hersilia thailandica
Espèce
Hersilia thailandica est une espèce d'araignées aranéomorphes de la famille des Hersiliidae.

## Distribution
Cette espèce est endémique de Thaïlande. 

## Étymologie
Son nom d'espèce lui a été donné en référence au lieu de sa découverte.

## Publication originale
- Dankittipakul & Singtripop, 2011 : The spider genus Hersilia in Thailand, with descriptions of two new species (Araneae, Hersiliidae). Revue suisse de Zoolologie, vol. 118, p. 207-221.